# Drassyllus vinealis
Drassyllus vinealis är en spindelart som först beskrevs av Kulczynski 1897.  Drassyllus vinealis ingår i släktet Drassyllus och familjen plattbuksspindlar. Inga underarter finns listade i Catalogue of Life.